# Interactive Software Federation of Europe
Interactive Software Federation of Europe eller ISFE grundades 1998 och är bland annat känt för att 2003 grundat åldersrekommendationssystemet PEGI. Förbundet har medlemmar från 27 länder.